# Roer Mill
Roer Mill ist eine rund 200 Meter breite und etwa 300 Meter lange Bucht im Norden von Mainland, der Hauptinsel der zu Schottland zählenden Shetlands. Am Strand an ihrem Ende mündet der von Südwesten heranziehende Bach Burn of Sandvoe. Der landwärts angrenzende Teil zählt zur Halbinsel North Roe sowie zur Gemeinde (Community Council Area) Northmavine. Die Küste von Roer Mill liegt im  Naturschutzgebiet (SSSI) Uyea – North Roe Coast, das sich von der Halbinsel Isle of Fethaland im Nordosten bis zur Gezeiteninsel Uyea im Westen erstreckt. Seewärts öffnet sich Roer Mill zum Inlet Sand Voe, einer Bucht des Nordatlantiks.
Da an der, im Zuge des Haaf Fishing des 18. und 19. Jahrhunderts in den Sommermonaten betriebenen, Fischersiedlung in der Nähe des westlich gelegenen Ortes Uyea kein Strand zum Ausnehmen und Trocknen der gefangenen Fische vorhanden war, wurden diese zunächst in Fedeland, später dann in Roer Mill zur Weiterverarbeitung angelandet.